# Statocyste

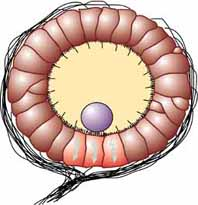
Schema einer Statozyste: Rezeptorzellen (rot), Statolith (blau), Sensible Nervenfasern (schwarz)

Statocysten (altgriechisch στάτος státos, deutsch ‚stehend‘ und κύστις kýstis, deutsch ‚Blase‘) sind Gleichgewichtsorgane bei wirbellosen Tieren, die aus einer mit Flüssigkeit (typisch Wasser) gefüllten Blase bestehen, in welcher ein oder mehrere Statolithen (ein Kalk- oder Sandkorn; mit größerer Dichte) liegen. Bei Bewegungen und Lageänderungen der Zyste kommt der Statolith an die Sinneshärchen der Hülle an und reizt diese. Der Reiz wird an das Nervensystem weitergeleitet und dient zur räumlichen Orientierung.
Viele wirbellose Tiere besitzen Statocysten, beispielsweise Insekten, Quallen oder Krebstiere. Bei Quallen sitzen sie an den Rändern, während sie sich bei Krebstieren häufig am Fuß der Fühler befinden.
In Experimenten ist es gelungen, die Statolithen gegen Eisenkörner (ferromagnetische Metallspäne) auszutauschen und diese durch ein magnetisches Feld nach oben zu ziehen. Daraufhin schwammen die Krebse verkehrt herum.

## Abgrenzung
In Pflanzenwurzeln, genauer der Wurzelhaube, sind hingegen Statocyten für den Gravitropismus der Pflanzen von Bedeutung.